# Woodburn (Oregon)
Woodburn è un centro abitato (City) degli Stati Uniti d'America, situato nella contea di Marion dello Stato dell'Oregon. Nel 2009 la popolazione era di 22.946 abitanti.

## Geografia fisica
Secondo i rilevamenti dello United States Census Bureau, Woodburn si estende su una superficie di 13,5 km².